# Назри, Абдулло
Абдулло́ Назри́ (тадж. Абдуллоҳи Назрӣ; 20 сентября 1930, Дарвозский район — 5 марта 2006, Душанбе, Таджикистан) — таджикский певец, композитор, учитель. Народный певец (гафиз) Таджикской ССР (1955).

## Биография
Родился 20 сентября 1930 года в Дарвозском районе и был последователем школы Акашарифа Джураева.
Приглашен в Сталинабад из Дарваза в 1954 году, и только через три года, в совсем юном возрасте 27 лет, был удостоен почетного звания Народной Памяти Таджикской ССР. Солист Таджикского государственного филармонического ансамбля песни и пляски (1946—1964). Был солистом музыкальных коллективов Государственного комитета Таджикской ССР по телевидению и радиовещанию, в том числе знаменитого ансамбля «Шашмаком» (с 1965 года) и до конца жизни.
Умер 5 марта 2006 года возрасте 76 лет. Похоронен на кладбище «Лучоб» в Душанбе.

## Творческая деятельность
Искусству музыки и пения он научился у своего отца — Назрихуджи, затем у местных певцов Сайдамира Боби, Сурата, Акашарифа Джураева, а также пользовался фонетическими записями Ходжи Абдулазиза, Мулло Туйчи и других. Исполнитель народной музыки («Нигорам», «Сияхчашм», «Дилбари ман», «Санам», «Мустазод», «Мискин» и др.), автор многих песен («Асри ман», «Халки бузургворам», « „Мехри ватан“» и др.) и танцевальные сюиты («Таронахой мехнат», «Бийо ёрам», «Мурги сахар», «Шашзарб» и др.). Воспитал несколько талантливых учеников (Исмоил Назри, Давлат Назри, Н. Суфиев и др.).
Совершил творческие поездки в республики ближнего и дальнего зарубежья. В его репертуаре песни в честь Родины, мира: «Мой век» (М. Турсунзаде), «Мой великий народ» (Б. Рахимзода), «Мехри Ватан» (М. Фархат) и другие, народные и классические песни «Нигорам», «Сияхчашм», «Дилбари жон», «Санам», «Мустахзод», «Мискин», «Рог» и другие. очень хорошо выступил в исполнении Абдуллы Назри. Он является автором и чтецом серии танцевальных сюит, в том числе «Песни труда», «Бия Ёрам», «Мурги Сахар», «Шашзарб». Громкий, млечный и заунывный голос Н. в разгар его песен.
Абдулла Назри играл на ряде народных инструментов, но больше интересовался сетором. Абдулло Назри участник Всесоюзного фестиваля молодежи и студентов (Москва, 1956, лауреат); В Москве прошла Декада таджикской литературы и искусства (1957), 6-й Всемирный фестиваль молодежи и студентов (Москва, 1957). Участник международных музыкальных симпозиумов (Самарканд, 1978, 1983, 1987). Гастролировал в Афганистане (1959, 1973) и Иране (1966).

## Награды и титулы
Удостоен почётного звания Народного певца (гафиза) Таджикской ССР (1955), награждён орденом «Знак Почёта» (1957), медалями и Почётными грамотами Президиума Верховного Совета Таджикской ССР.

## Примечание
1. ↑  Даргузашти овозхони маъруф Абдулло Назрӣ. Радиои Озодӣ. Дата обращения: 20 сентября 2017. Архивировано 18 мая 2021 года.
2. ↑  Каталог. Дата обращения: 8 марта 2022. Архивировано 6 марта 2022 года.